# Cimetière Troïekourovskoïe
Le cimetière Troïekourovskoïe est un cimetière situé à l'ouest de Moscou dans l'ancien village de Troïekourov et est une dépendance du cimetière de Novodevitchi. 

## Histoire et description

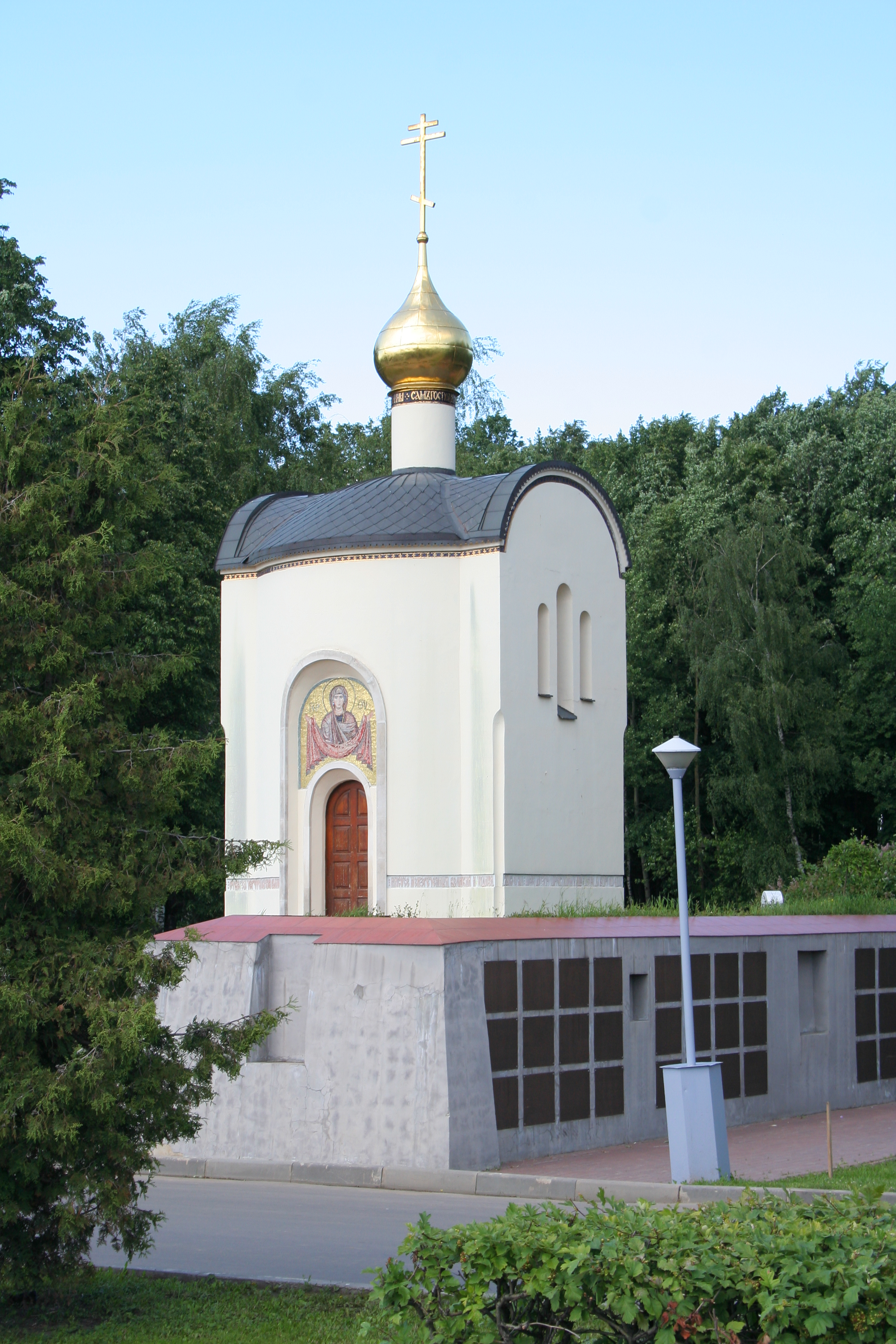
Un des chapelles du cimetière Troïekourovskoïe.

Il est établi par les boyards du village à la fin du XVIIe ou au début du XVIIIe siècle et était une de leurs possessions.
La superficie du cimetière couvre seize hectares.
Les sépultures plus anciennes se trouvent à gauche de l'entrée, les nouvelles à droite.
La nécropole a pris sa configuration actuelle à la fin des années 1970, quand on a ajouté à son territoire les champs se trouvant le long de l'autoroute périphérique de Moscou. À la même époque est également construit son crématorium.
La station du métro la plus proche est Kountsevskaïa. 